# Hinju
Hinju ist ein Verwaltungsbezirk (Ward) des Distrikts Nanyamba Town Council in der tansanischen Region Mtwara.

## Geografie
Hinju liegt im Südosten von Tansania etwa 50 Kilometer Luftlinie südwestlich der Regionshauptstadt Mtwara und 10 Kilometer nördlich der Distrikthauptstadt Nanyamba. Der Bezirk grenzt im Norden an Njengwa, im Osten an Mtimbwilimbwi, im Süden an Nanyamba, im Südwesten an Nitekela und im Westen an Nyundo. Bei der Volkszählung 2022 lebten 6716 Menschen in 1868 Haushalten auf einer Fläche von 93 Quadratkilometern.

## Gliederung
Der Bezirk besteht aus vier Gemeinden (Mtaa) mit 14 Orten (Kitongoji):
| Hinju - Hyuvi - Mtulinjengwa - Mdenga - Nambunga | Chiwindi - Mmongo - Muheza - Naucheche | Kitachi - Hinju Shuleni - Kitachi - Zahanati - Mwenge | Malongo - Misufini - Mtama - Lipangati |

## Gesundheit
In den Gemeinden Hinju und Chiwindi befindet sich je eine staatliche Apotheke.